# 贝萨莫雷勒
贝萨莫雷勒（法語：Bessamorel，法語發音：[bɛsamɔʁɛl]）是法国上卢瓦尔省的一个市镇，位于该省东部，伊桑若市区以南，属于伊桑若区。

## 地理
贝萨莫雷勒（45°7'14"N, 4°5'14"E）面积7.37 平方千米，位于法国奥弗涅-罗讷-阿尔卑斯大区上盧瓦爾省，该省份为法国中南部省份，北起多姆山省和卢瓦尔省，西接康塔爾省，南至洛泽尔省，东临阿尔代什省。
与贝萨莫雷勒接壤的市镇（或旧市镇、城区）包括：勒佩尔蒂、圣于连迪皮内、伊桑若。

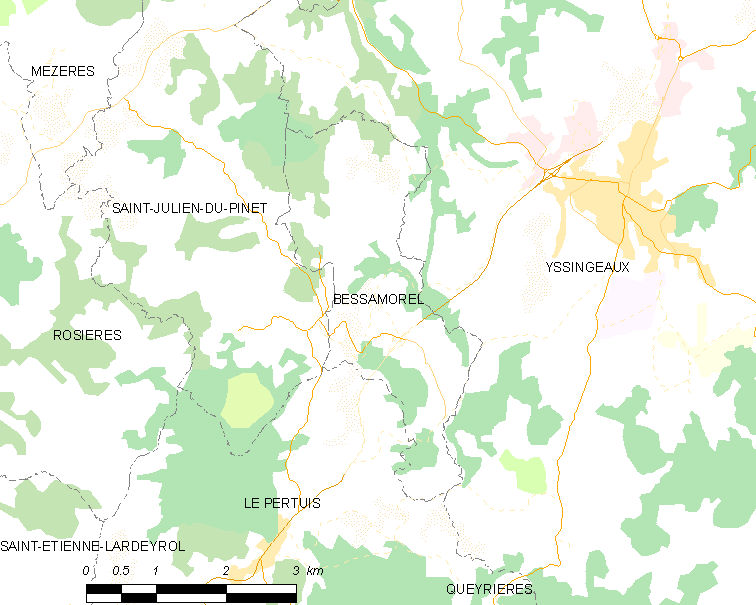
贝萨莫雷勒的OSM定位图

贝萨莫雷勒的时区为UTC+01:00、UTC+02:00（夏令时）。

## 行政
贝萨莫雷勒的邮政编码为43200，INSEE市镇编码为43028。

## 政治
贝萨莫雷勒所属的省级选区为伊桑若縣。

## 人口

1962-2008年间贝萨莫雷勒人口变化图示

贝萨莫雷勒于2022年1月1日时的人口数量为448人。